# Stephanocereus luetzelburgii
Stephanocereus luetzelburgii là một loài thực vật có hoa trong họ Cactaceae. Loài này được (Vaupel) N.P. Taylor & Eggli miêu tả khoa học đầu tiên năm 1991.